# Чорногорська абетка
Чорногóрська абéтка — збірна назва, що надається для Абецéда (чорногорська латинська абетка) та Áзбука (чорногорська кирилиця), писемні системи, що використовуються для написання чорногорської мови. Була прийнята 9 червня 2009 р. Міністром освіти Чорногорії Сретеном Шкулетичем і замінила сербську кирилицю та латиницю Гая, що використовувались на той час.
Хоча латинські та кириличні алфавіти користуються рівним статусом відповідно до Конституції Чорногорії, уряд та прихильники чорногорської мови вважають за краще використовувати латинське письмо; він також набагато ширше використовується у всіх аспектах щоденного письмового спілкування в країні, в освіті, рекламі та ЗМІ.

## Історія
Намагання створити чорногорський алфавіт на основі латинських символів відносяться щонайменше до Першої світової війни, коли в Цетинє виходила газета, що використовувала як латинські, так і кириличні символи.

## Латинський алфавіт
Чорногорський Латинський алфавіт (crnogorska latinica / црногорська латиниця, crnogorska abeceda / црногорська абецеда або crnogorski alfabet / црногорски алфабет) використовується для написання чорногорської мови латинським письмом.
- Abeceda: A B C Č Ć D Dž Đ E F G H I J K L Lj M N Nj O P R S Š Ś T U V Z Ž Ź

Він використовує більшість літер основного латинського алфавіту ISO, за винятком Q, W, X і Y, які використовуються лише для написання загальних слів або власних імен, безпосередньо запозичених з іноземних мов.
Чорногорська латина заснована на сербо-хорватській латині з додаванням двох букв Ś і Ź, щоб замінити пари SJ і ZJ (які анахронічно вважають як диграфи). Ці поруч дві літери чорногорського кириличного алфавіту, які не зустрічаються у сербській, С і З. Вони, відповідно, також можуть бути представлені в оригінальних алфавітах як sj і zj, і cj і zj.
Він також використовує декілька латинських розширених літер, складених з основної латинської літери та одним з двох комбінуючих наголосів (гострий наголос або карон, над C, S та Z), і додатковий базовий приголосний Đ: вони потрібні для відзначення додаткової фонетичної розрізненості (особливо для збереження відмінностей, які є в кириличному письмі, яким була написана чорногорська мова також давно, коли вона ще була об'єднана в колишній Югославії в рамках писемної сербо-хорватської мови).

### Диграфи
До алфавіту також входять деякі диграфи, побудовані з попередніх символів (які вважаються одинарними літерами при порівнянні, упорядкуванні): Dž, Nj та Lj.

## Кириличний алфавіт
Чорногорський Кириличний алфавіт (црногорска ћирилица / crnogorska ćirilica або црногорска азбука / crnogorska azbuka) — офіційне кириличне письмо чорногорської мови. Він використовується паралельно з латинським письмом.
- Азбука: А Б В Г Д Ђ Е Ж З З́ И Ј К Л Љ М Н Њ О П Р С С́ Т Ћ У Ф Х Ц Ч Џ Ш

Перша його версія була розроблена Воїславом Нікчевичем у 1970-х роках, який був дисидентом Соціалістичної Федеральної Республіки Югославії і вважав чорногорську мову унікальною і такою, що заслуговує на розгляд як окрема від сербо-хорватської.  
Сучасна версія була введена в офіційне використання на початку 2009 року Міністерством освіти при Сретені Шкулетич. Вона була названа Першою чорногорською орфографією, включила новий орфографічний словник і замінила сербську кирилицю, яка була офіційною до цього часу. Акт є складовою частиною процесу стандартизації чорногорської мови, починаючи з середини 2008 року після прийняття чорногорської мови як офіційної мови Чорногорії.